# ジャパンセミコンダクター
株式会社ジャパンセミコンダクターは、システムLSIの生産を行う東芝の関連会社である。
旧東芝大分工場の事業の一部を、東芝の100%子会社である岩手東芝エレクトロニクスに会社分割により承継させて、2016年4月に発足した。

## 事業所
- 岩手事業所
  - 岩手県北上市北工業団地6番6号
- 大分事業所
  - 大分県大分市大字松岡3500番地
- 川崎分室
  - 神奈川県川崎市幸区堀川町580番地1[1]

## 沿革
- 1970年7月 - 東芝大分工場操業開始。
- 1973年1月 - 岩手東芝エレクトロニクス設立。
- 2016年4月 - 東芝大分工場と岩手東芝エレクトロニクスが統合し、ジャパンセミコンダクターとなる[4]。